# Oponentura
Oponentura je oponentní řízení, při kterém je nezávislými oponenty posuzován projekt, řešení, investice atp. Motivací a cílem oponentury je odhalení nedostatků, objektivní zajištění správnosti, optimalizace a odstranění subjektivních vlivů autorů projektů nebo řešení, které zpravidla projekty a jakékoliv jiné aktivity ve své počáteční podobě obsahují.
Přínos oponentury roste s významem a hodnotou projektu, aktivity nebo výše investice. Rovněž v případě nejistoty správnosti řešení poskytuje oponent nezávislý a nezaujatý pohled zvenčí, konstruktivní kritiku a relevantní informace.

## Princip oponentury
Oponentura je založena na diskuzi, kdy zadavatel, autor nebo obhájce projektu přesvědčuje oponenta (nebo několik na sobě nezávislých oponentů) o správnosti jeho řešení a postupů a oponent se naopak snaží odhalit slabiny projektu, konkrétní slabá místa, chyby, omyly, subjektivní přístupy, možné varianty vývoje, včetně nástinu těch nejhorších možných scénářů. To umožňuje zadavateli včasnou přípravu reakcí na různé alternativy vývoje a případné krajní situace.

## Forma oponentury
Nejúčinnější forma oponentury je týmová spolupráce, kdy několik oponentů jako zainteresovaných odborníků nezávisle na sobě posuzuje projekty a jejich části a společnými silami se snaží o odstranění všech skrytých nedostatků a rizik, které by mohly při jejich praktické realizaci vadit. 
Konstruktivní oponentura několika oponentů zvyšuje především objektivitu a významně tak přispívá ke zkvalitnění celého projektu odhalením možných rizik, odstraněním skrytých chyb, slabých míst a eliminací případného následného neúspěchu a vzniku ztrát.

## Zásady při realizaci oponentury
Oponent nesmí být zaměstnancem zadavatele, spolupracovníkem na řešení projektu, osobou v příbuzenském vztahu k zadavateli, ani osobou v antagonistickém vztahu k zadavateli oponentury. Oponent by měl mít schopnost orientace v prostředí zadavatele či autorů projektu nebo v problematice řešení.

## Oponentní řízení a praktická realizace oponentury
Oponenturu – oponentní řízení – organizuje zadavatel a taktéž hradí veškeré náklady s ní spojené. Náklady oponenta jsou smluvní, zahrnují čas na seznámení se s případem a vypracováním oponentního posudku plus režijní náklady spojené s oponováním.
Zadavatel odpovídá za včasnou přípravu oponentury, včetně dodání všech písemných podkladů oponentovi (oponentům). V případě více oponentů závěry z oponentury schvaluje oponentní rada složená ze zúčastněných oponentů hlasováním.
Oponent vypracuje k projektu oponentní posudek písemnou formou v dohodnutém termínu a své stanovisko zdůvodní s dostatečnou vypovídací schopností podle zadání. Po úspěšném zvládnutí všech úprav autory projektu by měl finální podobu projektu znovu projít oponent a všechny provedené návrhy změny odsouhlasit. Je pak zcela na autorech, investorech nebo realizátorech projektu, zda budou oponenty navržená doporučení a úpravy respektovat.